# Leucandra apicalis
Leucandra apicalis är en svampdjursart som beskrevs av Urban 1905. Leucandra apicalis ingår i släktet Leucandra och familjen Grantiidae. Inga underarter finns listade i Catalogue of Life.